# (300016) 2006 UO74
(300016) 2006 UO74 es un asteroide perteneciente al cinturón de asteroides, descubierto el 17 de octubre de 2006 por el equipo del Spacewatch desde el Observatorio Nacional de Kitt Peak, Arizona, Estados Unidos.

## Designación y nombre
Designado provisionalmente como 2006 UO74.

## Características orbitales
2006 UO74 está situado a una distancia media del Sol de 3,119 ua, pudiendo alejarse hasta 3,488 ua y acercarse hasta 2,749 ua. Su excentricidad es 0,118 y la inclinación orbital 3,794 grados. Emplea 2012,15 días en completar una órbita alrededor del Sol.

## Características físicas
La magnitud absoluta de 2006 UO74 es 16,6.